# C2 domen
C2 domen je proteinski strukturni domen koji učestvuje u sortiranju proteina do ćelijskih membrana. On je beta-sendvič koji se sastoji od osam β-ravni, koje su koordinirane sa dva do tri jona kalcijuma. Oni se vezuju u šupljinu formiranu prvom i krajnjom petljom domena, na membranskom interfejsu.

## Sprezanje sa drugim domnima
C2 domeni se često nalaze spregnuti sa enzimskim domenima; na primer, C2 domen u PTEN, dovodi fosfatazni domen u kontakt sa membranom gde on može defosforiliše svoj supstrat, fosfatidilinozitol (3,4,5)-trisfosfat (PIP3), bez odvajanja od membrane - koje bi bilo energetski veoma skupo. Osim toga, fosfatidilinozitol 3-kinaza (PI3-kinaza), enzim koji fosforiliše fosfoinozitide na 3-hidroksilnoj grupi inozitolnog prstena, takođe koristi C2 domen da se veže za membranu (npr. ).
C2 domeni su takođe prisutni u klostridijalnim alfa toksinima, gde se oni koriste za dovođenje katalitičkog fosfolipaznog domena u kontakt sa ćelijskom membranom, čime daju toksičnu aktivnost proteinu. To je jedini poznati primer C2 domena kod prokariota.

## Ljudski proteini koji sadrže C2 domen
ABR; BAIAP3; BCR; C2CD2; C2CD3; CADPS; CADPS2;
CAPN5; CAPN6; CC2D1A; CC2D1B; CPNE1; CPNE2; CPNE3; CPNE4;
CPNE5; CPNE6; CPNE7; CPNE8; CPNE9; DAB2IP; DOC2A; DOC2B;
DYSF; ESYT1; ESYT3; FAM62A; FAM62B; FAM62C; FER1L3; FER1L5;
HECW1; HECW2; ITCH; ITSN1; ITSN2;
MCTP1; MCTP2; MTAC2D1; NEDD4; NEDD4L; NEDL1; OTOF;
PCLO; PIK3C2A; PIK3C2B; PIK3C2G; PLA2G4A; PLA2G4B; PLA2G4D; PLA2G4E;
PLA2G4F; PLCB1; PLCB2; PLCB3; PLCB4; PLCD1; PLCD3; PLCD4;
PLCE1; PLCG1; PLCG2; PLCH1; PLCH2; PLCL1; PLCL2; PLCZ1;
PRF1; PRKCA; PRKCB1; PRKCE; PRKCG; PRKCH; RAB11FIP1; RAB11FIP2;
RAB11FIP5; RASA1; RASA2; RASA3; RASA4; RASAL1; RASAL2; RGS3;
RIMS1; RIMS2; RIMS3; RIMS4; RPGRIP1; RPGRIP1L; RPH3A; SGA72M;
SMURF1; SMURF2; SYNGAP1; SYT1; SYT10; SYT11; SYT12; SYT13;
SYT14; SYT14L; SYT15; SYT16; SYT17; SYT2; SYT3; SYT4;
SYT5; SYT6; SYT7; SYT8; SYT9; SYTL1; SYTL2; SYTL3;
SYTL4; SYTL5; TOLLIP; UNC13A; UNC13B; UNC13C; UNC13D; WWC2;
WWP1; WWP2;

## Spoljašnje veze
- orijentacija proteina u membranama families/superfamily-47 -